# WB Electronics
WB Electronics – polskie przedsiębiorstwo z siedzibą w Ożarowie Mazowieckim, działające w branży zbrojeniowej i cywilnej, prowadzące prace badawczo-rozwojowe w dziedzinie techniki elektronicznej i oprogramowania, a także opracowujące i produkujące systemy specjalne, komputery i terminale o wzmocnionej konstrukcji, środki łączności telekomunikacji wojskowej, urządzenia do transmisji danych i integracji wyposażenia elektronicznego pojazdów dla różnych rodzajów wojsk. WB Electronics zajmuje się tworzeniem rozwiązań w dziedzinie zautomatyzowanych systemów dowodzenia w technologiach informatycznych i łączności sieciowej, określane jako systemy C4IS, czyli Command, Control, Communication, Computer and Intelligence Systems.
Przedsiębiorstwo uczestniczy w pracach badawczo-rozwojowych i wdrażaniu Zautomatyzowanego Systemu Kierowania Ogniem Artylerii ZZKO Topaz, jest producentem Systemu Zarządzania Polem Walki TROP oraz Cyfrowego Systemu Łączności Wewnętrznej FONET, instalowanego w polskich KTO Rosomak. Fonet zakupiony został również przez wojska szwedzkie, słowackie, węgierskie oraz amerykańską korporację Harris (użytkownikiem jest wojsko USA). Przedsiębiorstwo buduje także bezzałogowe rozpoznawcze statki powietrzne IMINT (Sofar, FlyEye, FT5-Łoś) i zdalnie sterowaną amunicję krążącą Warmate. Produkty służą modernizacji Sił Zbrojnych Rzeczypospolitej Polskiej.
Grupa WB (WB Group) powstała z inicjatywy WB Electronics, która w 2009 roku objęła udziały we Flytronic Sp. z o.o. (producent bsl). We wrześniu 2010 r. ożarowskie przedsiębiorstwo podjęło decyzję o kupnie spółki Radmor. W 2011 roku umowę sfinalizowano z Radmor Sp. z o.o., Arex Sp. z o.o. oraz MindMade Sp. z o.o.. 9 listopada 2017 roku, podano do publicznej wiadomości informację o podpisaniu umowy pomiędzy Grupą WB a Polskim Funduszem Rozwoju. W jej ramach PFR zobowiązuje się do zainwestowania 128 milionów PLN w WB Group, stając się tym samym właścicielem 24% udziałów w pakiecie właścicieli Grupy WB.
WB Group jest drugim co do wielkości koncernem zbrojeniowym w Polsce, po Polskiej Grupie Zbrojeniowej.